# Sorghof (Vilseck)
Sorghof bezeichnet einen Ort im Landkreis Amberg-Sulzbach in der Oberpfalz in Bayern. Heute ist Sorghof ein Ortsteil der Stadt Vilseck.

## Geschichte
Nachdem das NSDAP-Regime ab 1935 die Aufrüstung der Wehrmacht vorangetrieben hatte, wurde das Gebiet des Truppenübungsplatzes Grafenwöhr 1936 bis 1938 stark erweitert und die „Reichsumsiedlungsgesellschaft RUGES“ gegründet. Auf dem Gebiet, das von der Erweiterung des Truppenübungsplatzes betroffen war, lebten 780 Familien mit über 3500 Menschen in 58 Orten und Weilern. Ab Juli 1937 wurde auf dem Gelände des vorher an dieser Stelle bestehenden Obersorghofes und des abgelösten Gutes Altneuhaus Baugrund für die von der Erweiterung des Truppenübungsplatzes betroffenen Menschen zur Verfügung gestellt und in 44 Urparzellen aufgeteilt. Bis zur Eingemeindung 1971 gehörte Sorghof zur Gemeinde Langenbruck. Am 19. August 1951 erfüllte sich mit der Einweihung der neu erbauten Herz-Jesu-Kirche ein langgehegter Wunsch der Bevölkerung.